# EHF Cup 2010-2011 (pallamano maschile)
La EHF Cup 2010-2011 è stata la 30ª edizione del torneo, la 18ª dopo aver cambiato nome e formula.

La formula del torneo prevedeva che tutti i turni di qualificazione fossero disputati con incontri di andata e ritorno ad eliminazione diretta.

## Primo Turno
| Squadra 1             | Totale  | Squadra 2               | Andata  | Ritorno |
| --------------------- | ------- | ----------------------- | ------- | ------- |
| MSK Hlohovec          | 45 - 50 | Dukla Praga             | 22 - 18 | 23 - 32 |
| United HC Tongeren    | 69 - 40 | Teknoelettronica Teramo | 36 - 21 | 33 - 19 |
| RK Metaloplastika     | 71 - 55 | HC Neistin              | 37 - 25 | 34 - 30 |
| HB Dudelange          | 58 - 40 | KH Kastioti             | 30 - 17 | 28 - 23 |
| AC Latsia Kentriki    | 35 - 66 | SPE Strovolos           | 19 - 28 | 16 - 38 |
| AC Filippos Verias    | 55 - 61 | Handball Esch           | 25 - 28 | 30 - 33 |
| Hapoel Rishon Le Zion | 92 - 56 | GSAU Tblisi             | 50 - 32 | 42 - 24 |

## Secondo turno
| Squadra 1                           | Totale  | Squadra 2              | Andata  | Ritorno |
| ----------------------------------- | ------- | ---------------------- | ------- | ------- |
| Stella Rossa Belgrado               | 49 - 48 | United HC Tongeren     | 25 - 23 | 24 - 25 |
| HC Dobrudja                         | 52 - 65 | Handball Esch          | 27 - 29 | 25 - 36 |
| HB Dudelange                        | 42 - 43 | HC Pelister 08         | 20 - 17 | 22 - 26 |
| RK Metaloplastika                   | 53 - 52 | Aon Fivers             | 31 - 25 | 22 - 27 |
| Conversano                          | 57 - 73 | Haukar                 | 30 - 33 | 27 - 40 |
| Alingsås HK                         | 54 - 48 | Fyllingen Bergen       | 28 - 25 | 26 - 23 |
| HV KRAS Volendam                    | 60 - 58 | Maccabi Rishon Le Zion | 30 - 26 | 30 - 32 |
| RK Nexe Nasice                      | 64 - 53 | Dukla Praga            | 33 - 23 | 31 - 30 |
| HC Portovik                         | 60 - 65 | Hapoel Rishon Le Zion  | 29 - 27 | 31 - 38 |
| Beşiktaş                            | 61 - 56 | Polva Serviti          | 35 - 28 | 26 - 28 |
| Drammen HK                          | 73 - 70 | HC Gumarny Zubri       | 44 - 36 | 29 - 34 |
| Energia Lignitul Pandurii Targu-Jiu | 44 - 56 | FC Porto               | 25 - 28 | 19 - 28 |
| AC Paok                             | 47 - 58 | A1 Bregenz             | 23 - 31 | 24 - 27 |
| HC Meshkoz Brest                    | 51 - 55 | HC Metalurg            | 28 - 23 | 23 - 32 |
| BB Ankara Spor                      | 54 - 63 | RK Borac Banja Luka    | 31 - 24 | 23 - 39 |
| SPE Strovolos                       | 42 - 55 | ZTR Zaporižžja         | 25 - 28 | 17 - 27 |

## Terzo turno
| Squadra 1                | Totale  | Squadra 2                  | Andata  | Ritorno |
| ------------------------ | ------- | -------------------------- | ------- | ------- |
| VS Naturhouse La Rioja   | 65 - 61 | RK Metaloplastika          | 35 - 33 | 30 - 28 |
| HC Pelister 08           | 44 - 59 | Reale Ademar               | 22 - 25 | 22 - 34 |
| Handball Esch            | 51 - 72 | GC Amicitia Zurigo         | 25 - 34 | 26 - 38 |
| ZTR Zaporižžja           | 45 - 50 | Saint Raphael Var Handball | 24 - 25 | 21 - 25 |
| TV Grosswallstadt        | 54 - 41 | Haukar                     | 26 - 24 | 28 - 17 |
| TBV Lemgo                | 86 - 51 | HV KRAS Volendam           | 45 - 29 | 41 - 22 |
| Alingsås HK              | 51 - 71 | Frisch Auf Göppingen       | 25 - 33 | 26 - 38 |
| Hapoel Rishon Le Zion    | 53 - 68 | Nordsjælland Handbold      | 31 - 36 | 22 - 32 |
| Zarya Kaspiya            | 52 - 54 | Beşiktaş                   | 26 - 23 | 26 - 31 |
| RK Gorenje               | 61 - 56 | RK Nexe Nasice             | 33 - 24 | 28 - 32 |
| Dunaferr SE              | 49 - 73 | FC Porto                   | 27 - 37 | 22 - 36 |
| Madeira SAD              | 57 - 63 | A1 Bregenz                 | 31 - 30 | 26 - 33 |
| RK Borac Banja Luka      | 44 - 54 | Tatabanya Carbonex KC      | 23 - 25 | 21 - 29 |
| SKIF-Krasnodar           | 66 - 65 | Stella Rossa Belgrado      | 38 - 30 | 28 - 35 |
| VS Bjerringbro-Silkeborg | 69 - 49 | Drammen HK                 | 38 - 28 | 31 - 21 |
| HC Metalurg              | 63 - 46 | US D'Ivry Parigi           | 34 - 25 | 29 - 21 |

## Ottavi di finale
| Squadra 1                  | Totale  | Squadra 2             | Andata  | Ritorno |
| -------------------------- | ------- | --------------------- | ------- | ------- |
| FC Porto                   | 53 - 58 | Reale Ademar          | 26 - 25 | 27 - 33 |
| Nordsjælland Handbold      | 60 - 49 | GC Amicitia Zurigo    | 33 - 26 | 27 - 23 |
| Saint Raphael Var Handball | 70 - 51 | SKIF-Krasnodar        | 38 - 29 | 32 - 22 |
| Frisch Auf Göppingen       | 48 - 41 | HC Metalurg           | 27 - 21 | 21 - 20 |
| RK Gorenje                 | 61 - 41 | A1 Bregenz            | 32 - 15 | 29 - 26 |
| Bjerringbro-Silkeborg      | 49 - 51 | TV Grosswallstadt     | 22 - 22 | 27 - 29 |
| TBV Lemgo                  | 55 - 53 | Beşiktaş              | 27 - 25 | 28 - 28 |
| Naturhouse La Rioja        | 64 - 56 | Tatabanya Carbonex KC | 39 - 26 | 25 - 30 |

## Quarti di finale
| Squadra 1                  | Totale  | Squadra 2           | Andata  | Ritorno |
| -------------------------- | ------- | ------------------- | ------- | ------- |
| Saint Raphael Var Handball | 54 - 56 | TV Grosswallstadt   | 32 - 31 | 22 - 25 |
| Frisch Auf Göppingen       | 55 - 46 | RK Gorenje          | 33 - 20 | 22 - 26 |
| Reale Ademar               | 52 - 61 | TBV Lemgo           | 27 - 31 | 25 - 30 |
| Nordsjælland Handbold      | 60 - 63 | Naturhouse La Rioja | 31 - 29 | 29 - 34 |

## Semifinali
| Squadra 1            | Totale  | Squadra 2           | Andata  | Ritorno |
| -------------------- | ------- | ------------------- | ------- | ------- |
| TBV Lemgo            | 49 - 56 | TV Grosswallstadt   | 24 - 26 | 25 - 30 |
| Frisch Auf Göppingen | 61 - 55 | Naturhouse La Rioja | 32 - 23 | 29 - 32 |

## Finali

### Finale di andata
| Göppingen 14 maggio 2011 | Frisch Auf Göppingen | 23 – 21 | TV Grosswallstadt | EWS Arena |

### Finale di ritorno
| Großwallstadt 21 maggio 2011 | TV Grosswallstadt | 26 – 30 | Frisch Auf Göppingen | F.a.n. frankenstolz arena |

## Campioni
| Vincitore della EHF Cup 2010-2011 |
| --------------------------------- |
| Frisch Auf Göppingen 1º titolo    |